# Peligrosa obsesión
Peligrosa obsesión (br: Perigosa obsessão) é um filme da Argentina de 2004, do gênero suspense e ação, dirigido por Raúl Rodríguez Peila. 
O filme foi exibido na mostra Première Latina, no Festival do Rio 2004.

## Sinopse
Um aventureiro disposto a tudo, um homem em busca de vingança e uma bela mulher, cansada de ser traída, unem forças para enfrentar uma poderosa organização criminosa que põem em risco suas próprias vidas.

## Elenco
- Pablo Echarri .... Javier Labat
- Mariano Martínez .... Tony Corsini
- Carol Castro .... Mariana
- Alejandro Awada .... Santoro
- Carlos Belloso .... assassino
- Vando Villamil .... Reni
- Christian Sancho.... Patovica
- Agnaldo Bueno.... policial rodoviário
- Brian Maya ....  DJ
- Nill Marcondes
- Hugo Arana
- Victoria Onetto
- Enrique Liporace